# Troy, Missouri
Troy är administrativ huvudort i Lincoln County i Missouri. Namnet hedrar bosättaren Joshua Robbins hemort Troy, New York.